# Runtu charapa pangu
El runtu charapa pangu es un plato gastronómico originario de las comunidades amazónicas del Perú, en las urbes son conocidas simplemente como huevos de taricaya/charapa. El plato se caracteriza por tener un aroma fuerte.

## Descripción

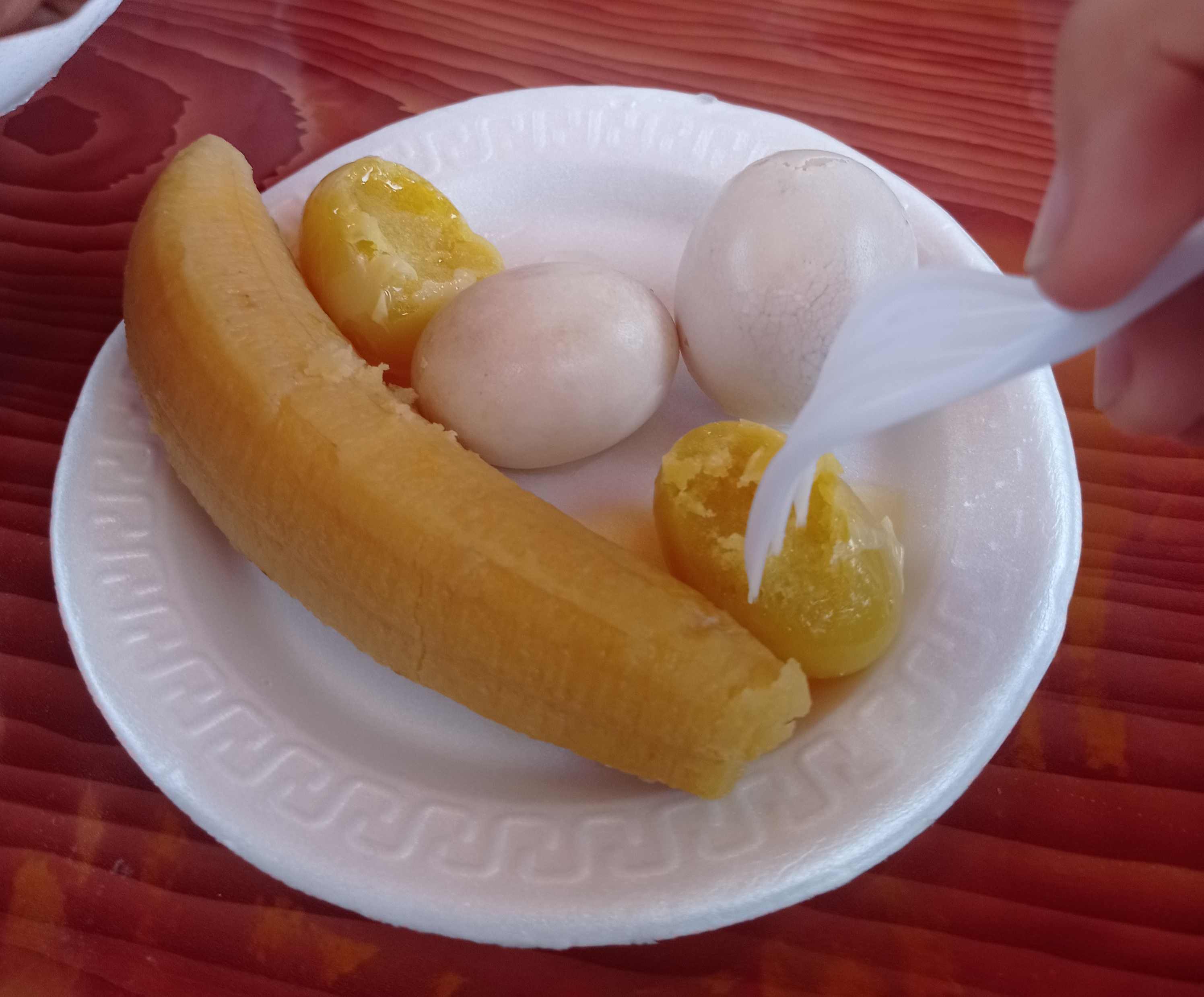
Runtu charapa pangu acompañado de plátano asado.

El runtu charapa pangu son los huevos de las tortugas de río Podocnemis expansa (charapa) y Podocnemis unifilis (taricaya) respectivamente. Son huevos hervidos a leña, en las cocinas caseras son hervidos a gas. Los huevos pueden ser acompañados por un plátano o yuca asada.
El plato forma parte de la categoría amazónica de «carne del monte», una amplia variedad de alimentos provenientes de animales amazónicos que fueron asimilados a la gastronomía citadina. Fue presentado en la ExpoAmazónica 2019 como uno de los platos más representativos de la amazonia peruana; ese mismo año el Ministerio de Salud incluyó al runtu charapa pangu entre los alimentos que deben venderse y promocionarse en los comedores escolares y quioscos a nivel nacional en contraposición de la comida chatarra.
Con el runtu charapa pangu se pueden hacer variantes denominadas como «arandú» o «mullanga».

## Sustracción de los huevos
La sustracción de los huevos de las tortugas para elaborar el runtu charapa pangu tiene un impacto ambiental negativo, llevando a las especies de Podocnemis expansa y Podocnemis unifilis al borde de la extinción. Pues desde su llegada a las ciudades como Iquitos se origina una alta demanda de los huevos para preparar runtu charapa pangu.